# Rafa koralowa

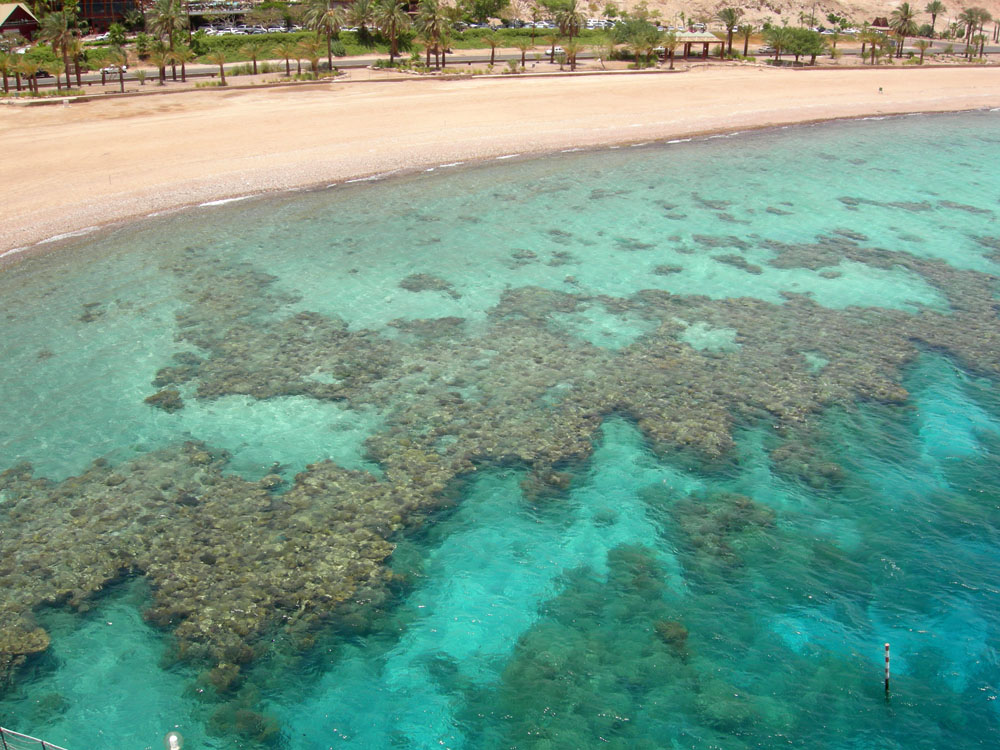
Przybrzeżna rafa koralowa

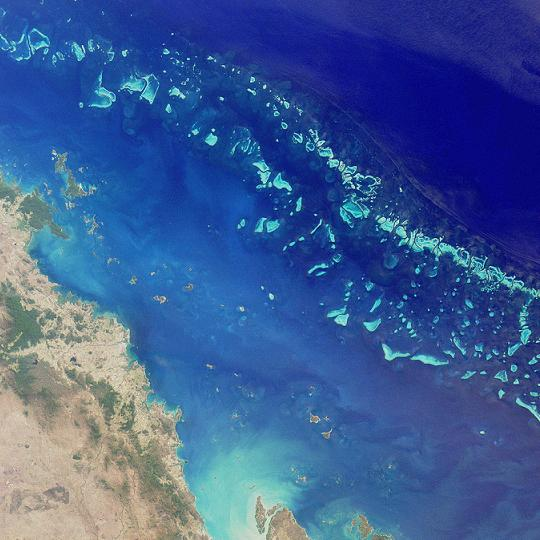
Wielka Rafa Koralowa (zdjęcie z satelity)

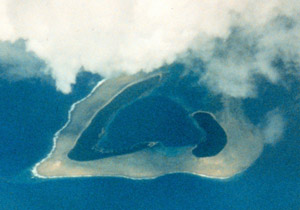
Atol na Pacyfiku

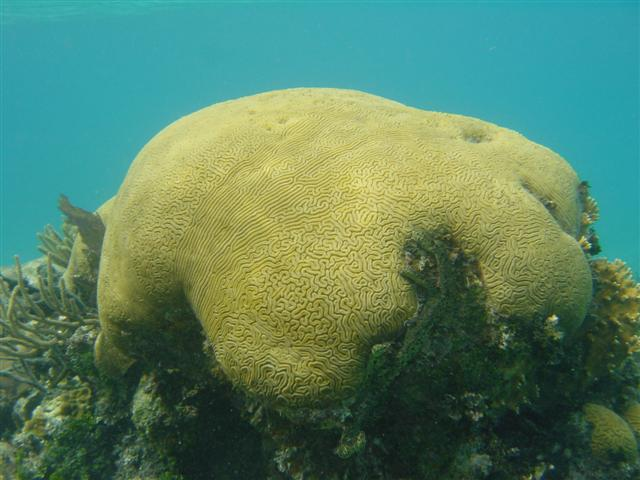
Koral z gatunku Diploria labyrinthiformis

Rafa koralowa – rafa będąca nagromadzeniem szkieletów organizmów rafotwórczych. Rafy koralowe powstają w morzach i oceanach, w których temperatura wody utrzymuje się powyżej 18 °C, a głębokość dochodzi do 50 m (obecnie na obszarach od 30°30′ szerokości geograficznej północnej do 35° szerokości geograficznej południowej). Rafy stanowią jedne z najbardziej wrażliwych na zmiany klimatu ekosystemy. Modele klimatyczne wskazują, że do 2050 roku rafy będą co roku poddawane stresowi temperaturowemu powodującemu blaknięcie.
Rafy koralowe leżą najczęściej u wybrzeży w strefie szelfu kontynentalnego, ale bywają również samotne, na przykład w kształcie atolu. Zajmują ok. 0,1% dna morskiego, ale w różnym stopniu zależy od nich ok. 25% wszystkich morskich gatunków. Korale potrzebują ciepłej wody o temperaturze od 18 °C, dlatego nie spotyka się ich powyżej 30° i 35° szerokości geograficznej północnej i południowej, odpowiednio. Zasolenie wody musi wynosić od 27‰ do 40‰ i powinna ona być w ruchu, by do organizmów docierało pożywienie. Koralowce są też bardzo wrażliwe na jej zanieczyszczenie.
Rafy koralowe są tworzone przez korale madreporowe oraz przez otwornice, stułbiopławy, mięczaki i mszywioły. Życie rozwija się na skrajnych częściach rafy gdzie tworzy skomplikowane ekosystemy.
Największą rafą koralową jest Wielka Rafa Koralowa, położona u wschodnich wybrzeży Australii.

## Pochodzenie
Pierwsze budowle rafowe pojawiły się we wczesnym kambrze i utworzone były przez archeocjaty bez udziału koralowców. W ordowiku, sylurze i dewonie rafy tworzyły głównie gąbki (zwłaszcza stromatoporoidy) i koralowce, głównie denkowe. W permie większość raf budowały mszywioły wraz z wieloszczetami, gąbkami i dużymi, bentonicznymi otwornicami. Koralowce były wówczas podrzędnym składnikiem raf. W mezozoiku główną grupą rafotwórczą były gąbki wspólnie z sinicami i glonami budujące pokaźne rafy. W jurze i kredzie dość liczne były też rafy koralowe, a w kredzie późnej rafy utworzone przez duże małże rudysty. W kenozoiku główną grupą rafotwórczą są koralowce oraz glony, szczególnie krasnorosty.

## Znaczenie
Rafy koralowe zajmują jedynie 0,1% dna morskiego, ale w różnym stopniu zależy od nich ok. 25% wszystkich morskich gatunków, z których wiele stanowi podstawowe źródło pokarmu dla wielu społeczności ludzkich. Rafy stanowią również naturalne falochrony, silnie tłumiące energię i redukujące wysokość fal. Są również przedmiotem turystyki. Według naukowców od raf zależne jest, pośrednio lub bezpośrednio, ok. 500 milionów ludzi, a rafy generują dochody dla światowej gospodarki rzędu 30 mld USD.

## Zagrożenie
Do najważniejszych zagrożeń zalicza się przede wszystkim ocieplenie klimatu – powodujące blaknięcie koralowców, a także przełowienie, zanieczyszczenie i zakwaszenie oceanów. Szkody w środowisku raf koralowych powodują też inne zmiany i zjawiska w środowisku, takie jak huragany czy gwałtowne zwiększenie populacji rozgwiazd żerujących na koralowcach. Sytuację pogarsza fakt, że naturalna regeneracja rafy jest powolna. Osłabione i wyniszczone rafy rzadziej i mniej skutecznie rozmnażają się płciowo, co utrudnia im zróżnicowanie genetyczne, które to potencjalnie mogłoby w przyszłości zaowocować lepszą odpornością potomstwa na zmieniające się warunki środowiskowe.
Erozja gleby na lądzie i dewastacja lasów namorzynowych na wybrzeżu powoduje coraz większe zamulenie wód przybrzeżnych, a następnie obumieranie polipów. Wycieki ropy naftowej, zanieczyszczenie wody ściekami komunalnymi i przemysłowymi, pogłębianie dna na szlakach morskich, to najpoważniejsze zagrożenia dla raf koralowych. Katastrofalna w skutkach jest też jedna z metod połowu ryb: tak zwane głuszenie, czyli detonowanie materiałów wybuchowych pod wodą.
Wszystko to sprawia, że 50% raf koralowych na świecie zostało już bezpowrotnie zniszczonych. Szacuje się, że za 50 lat pozostanie ich jedynie 10%, jeśli nie zostaną podjęte szeroko zakrojone działania zapobiegawcze.
Te zagrożenia można by zmniejszyć wprowadzając ściślejszy nadzór, jednak w tym celu należałoby otoczyć rafy koralowe ochroną prawną. Jak dotychczas, jedynie połowa krajów, u wybrzeży których znajdują się rafy koralowe, uznała je za rezerwaty przyrody.

### Blaknięcie
Blaknięcie (wybielanie) koralowców (właściwie: blaknięcie raf koralowych, jako że nie dotyczy wyłącznie koralowców) jest bezpośrednim skutkiem wzrostu średniej temperatury mórz i oceanów, czego przyczyną jest globalne ocieplenie klimatu. Potwierdzają to liczne badania, ich meta-analizy, i konsensusy ekspertów. Powtarzalność i siła blaknięcia zależy wprost od długości i siły stresu temperaturowego. Wystarczy kilka tygodni w temperaturze kilka stopni większej od normalnej, aby doszło o rozpoczęcia procesu blaknięcia.
Ilość doniesień o blaknięciu raf wzrosła gwałtownie w latach 80. XX wieku. Według badań o skali globalnej, przeprowadzonych metodami telemetrycznymi (satelitarnymi), ok. 97% raf na świecie doświadczyło stresu temperaturowego, w tym 60% w stopniu poważnym. W pierwszej dekadzie XXI wieku częstość blaknięcia potroiła się, w stosunku do połowy lat 80. XX wieku. Mimo ograniczonych możliwości badania minionych epizodów, szereg prac wskazuje (np. wiążąc blaknięcie ze spowolnieniem wzrostu i zmianami strukturalnymi w szkieletach koralowców), że przed latami 80. XX wieku blaknięcie było zjawiskiem rzadkim.
Dwie pierwsze fale masowego blaknięcia miały miejsce w 1998 i 2002. W obu przypadkach wzrost temperatury wody wzmocniony był efektem El Niño. Najdłuższy epizod z lat 2014-2017 dotknął ok. 70% raf na świecie. Podczas każdego z nich, ok. 60% raf doznawało stresu temperaturowego mierzonego jako 4 lub więcej DWH. Wbrew początkowym hipotezom, nie stwierdzono, aby czystsza woda pomagała koralowcom i zmniejszała blaknięcie. Nie zmierzono również statycznie istotnych różnic w blaknięciu raf na obszarach chronionych i niechronionych. Różne gatunki koralowców różnie reagują na stres temperaturowy, ale efekt ten jest wyraźny jedynie przy krótkich/słabych epizodach blaknięcia. Silny stres nie jest już gatunkowo selektywny i równie silnie dotyka niemal wszystkie gatunki.
Ostatnie blaknięcie było najpoważniejsze i najdłużej trwające. Najsilniej wystąpiło na 1000-kilometrowym odcinku północnym, odznaczając się silnym gradientem na osi północ-południe. Ze 171 monitorowanych raf tworzących Wielką Rafę 85% zostało dotkniętych blaknięciem. Ponad 60% koralowców wyblakło zupełnie. Niespełna 10% rafy nie było ani trochę objęte zjawiskiem. Biorąc pod uwagę łączny zasięg zjawiska, niemal cała Wielka Rafa Koralowa została nim dotknięta. Doznany stres temperaturowy sięgał 15 DWH. Południowa część Wielkiej Rafy została słabiej dotknięta blaknięciem najprawdopodobniej dzięki przejściu burzy tropikalnej po cyklonie Winston w 2016. Ochłodził on tamtejsze wody o kilka stopni Celsjusza. Naukowcy uważają, że Wielka Rafa Koralowa najpewniej już nigdy nie wróci do stanu sprzed tego blaknięcia.
Modele klimatyczne wskazują, że do 2050 roku rafy będą co roku poddawane stresowi temperaturowemu powodującemu blaknięcie.

### Zakwaszanie
Jako drugi pod względem ważności czynnik zagrażający rafom wymienia się zakwaszanie mórz i oceanów. Rosnące stężenie dwutlenku węgla w atmosferze powoduje jego przenikanie i rozpuszczanie się w wodzie, co skutkuje zmniejszeniem jej odczynnika pH – wzrostem kwasowości. Dla koralowców oznacza to spowolnienie tempa kalcyfikacji ich szkieletów.

### Turystyka
Innym źródłem zagrożeń jest też atrakcyjność turystyczna raf koralowych. Rozwój nadmorskich ośrodków turystycznych powoduje zwiększające się zanieczyszczenie i zamulenie wód przybrzeżnych; groźny jest również wandalizm niektórych turystów, odrywających kawałki koralowca „na pamiątkę”. W pewnych regionach koralowce wykorzystuje się jako materiał konstrukcyjny; często też się je wypala, aby uzyskać czyste wapno.

### Rozgwiazdy
Od lat 50. XX wieku obserwuje się okresowe eksplozje populacji rozgwiazd z gatunku korony cierniowej. Żerują one na koralowcach pozostawiając nagi szkielet, który wkrótce się rozpada. Pojedynczy osobnik może spożyć od 5 do 13 m² rafy. Największe grupy (liczące setki tysięcy osobników) odnotowano na Wielkiej Rafie Koralowej, Palau i archipelagu Riukiu.

## Ochrona
Ponad 40 raf koralowych jest objętych ochroną rezerwatową. Jednak jedynie połowa krajów, u wybrzeży których znajdują się rafy koralowe, uznała je za rezerwaty przyrody. Wszystkie gatunki koralowców rafotwórczych chronione są przez konwencję waszyngtońską CITES.
Jedną z metod ochrony i regeneracji raf koralowych jest ich sztuczne hodowanie i rozsadzanie, przypominające szkółki leśne. Wykorzystywana jest tu naturalna zdolność koralowców do klonowania. Opanowano hodowlę około 90 gatunków. Rozrost hodowli wspomaga dzielenie koralowców na bardzo małe fragmenty, których to przyrost jest 25-50 razy szybszy niż większych fragmentów w naturze (oddzielanie się koralowców, aby założyć nową kolonię jest ich działaniem naturalnym). Fragmenty koralowca, rozłożone w kilkucentymetrowych odległościach, same łączą się w większe kolonie. Metody te mają jednak nadal wymiar lokalny. Odbudowa w taki sposób Wielkiej Rafy Koralowej kosztowałaby ok. 200 mld USD. W naturze, szybko rosnące gatunki potrzebują 10-15 lat na regenerację, wolniejsze – kilka dekad. Wymaga to jednak takiego samego czasu nie powtórzenia się stresów środowiskowych, co w istniejących obecnie warunkach wydaje się niemożliwe.
Innym sposobem jest wspomaganie rozmnażania płciowego koralowców, w celu zwiększenia ich zróżnicowania genetycznego. Wolontariusze, np. programu SECORE, poławiają komórki jajowe, zapładniają koralowce w warunkach laboratoryjnych, a wyhodowane larwy umieszczają już w naturalnym środowisku. Rekordem programu SECORE jest pozyskanie w 2 dni 5 milionów komórek jajowych z 25 kolonii. W naturze do wieku dorosłego dożywa tylko 1 koralowiec na milion.
Prowadzone są również programy selektywnej hodowli koralowców i symbiotycznych glonów, w celu utrzymania odmian odporniejszych na stres termiczny.
W skali lokalnej próbuje się również bezpośrednio wspomagać rafy w zmaganiach z blaknięciem, np. poprzez jej zacienianie, karmienie polipów, stymulację elektrochemiczną, przeszczepianie symbiontów. W skali globalnej za najlepszą strategię uznaje się przewidywanie, monitorowanie i minimalizację skutków blaknięcia poprzez próby redukcji drugorzędnych czynników stresowych dla raf (np. ochronę przed zanieczyszczeniami, przełowieniem). Novum jest próba przewidzenia, które rafy mają największe szanse przeżycia zachodzących zmian klimatycznych i skupienie wysiłków ochrony właśnie na nich.
W 2004 roku uruchomiono pierwszy program kriokonserwacji koralowców, czyli mrożenia ich nasienia i komórek jajowych w celu odtworzenia gatunków w przyszłości. W kilku kriobankach na świecie udało się zebrać komórki rozrodcze 16 gatunków.

## Galeria

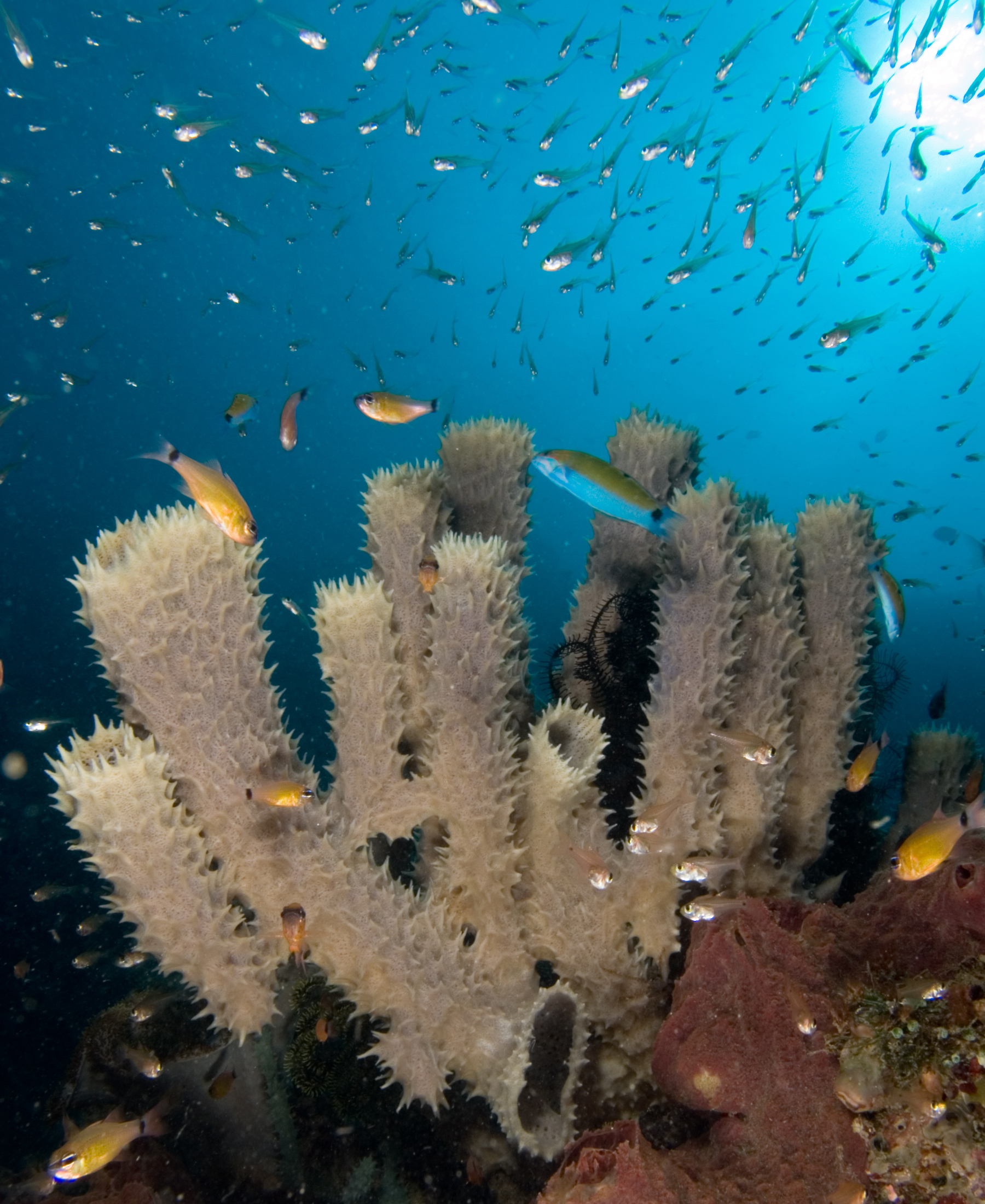
Rafy koralowe przyciągają wiele gatunków ryb, m.in. apogonowate, przeźroczkowate i wargaczowate
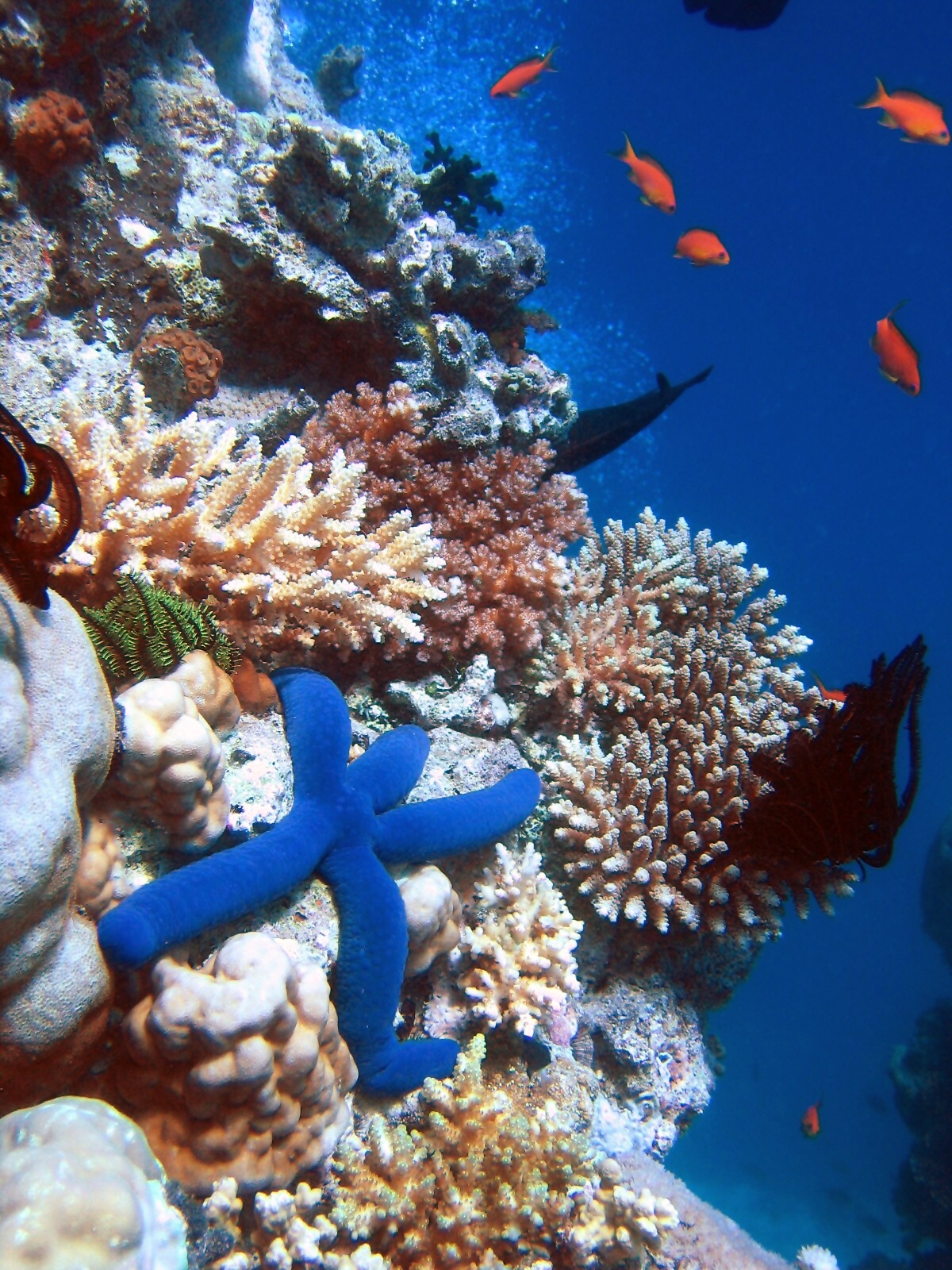
Rafa koralowa. Na koralowcach widoczna niebieska rozgwiazda Linckia laevigata
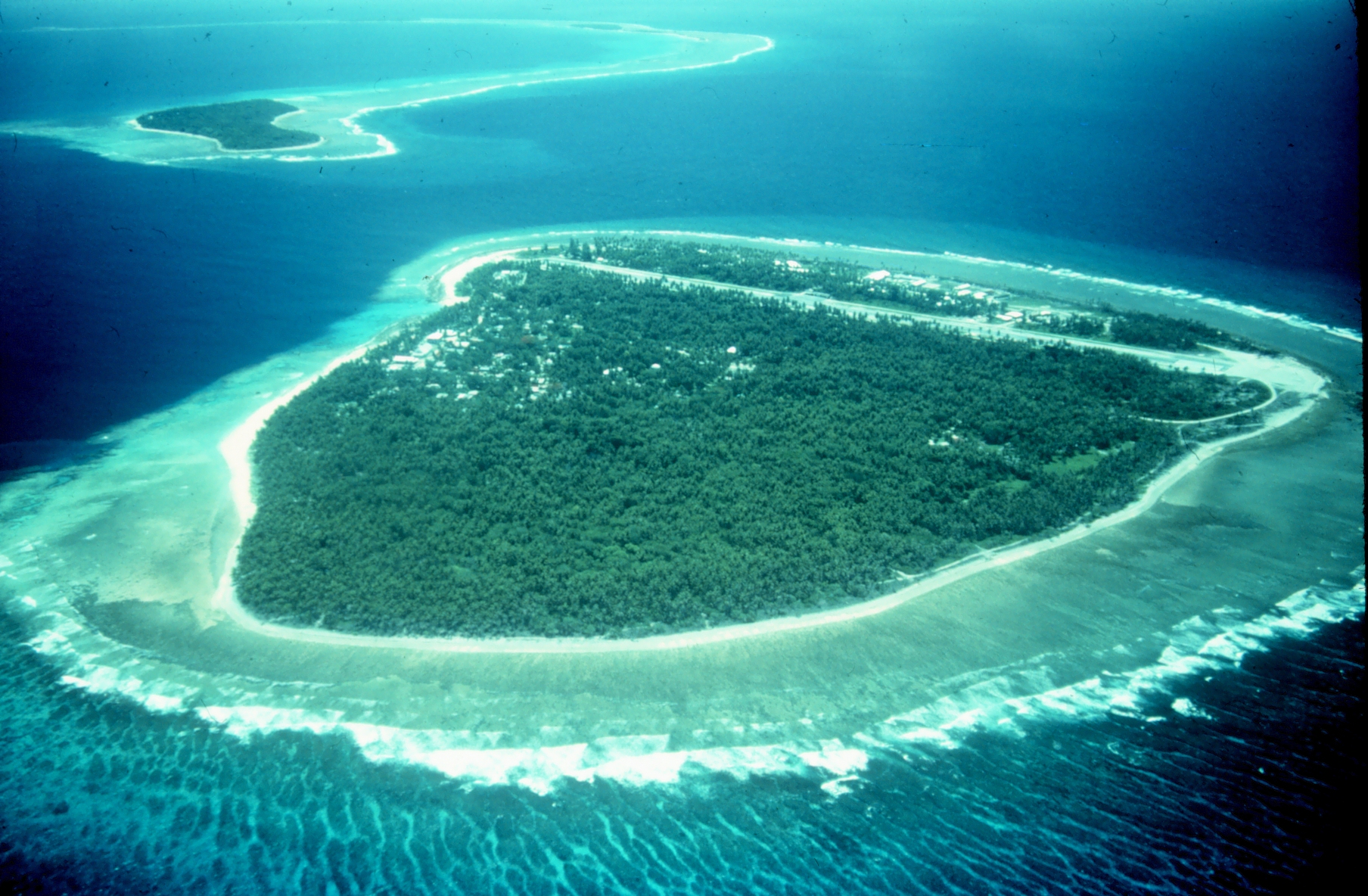
Wyspa koralowa
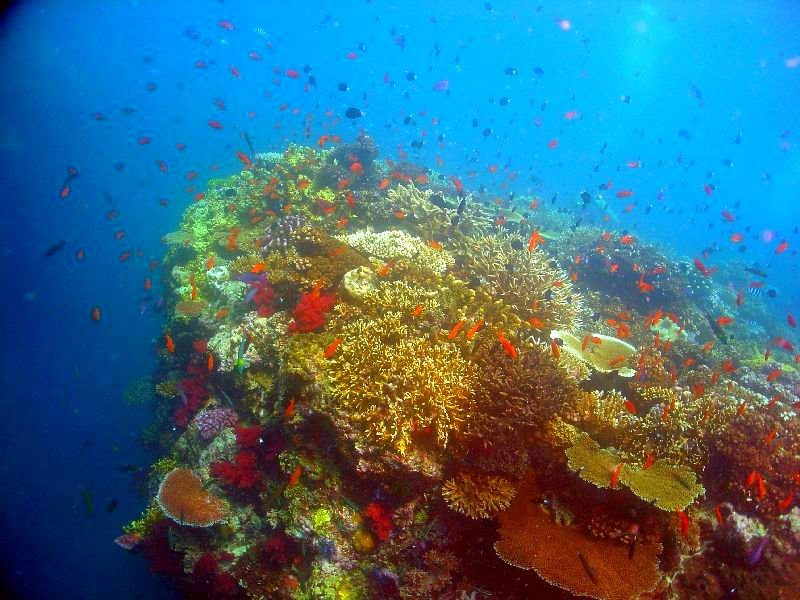
Rafa koralowa
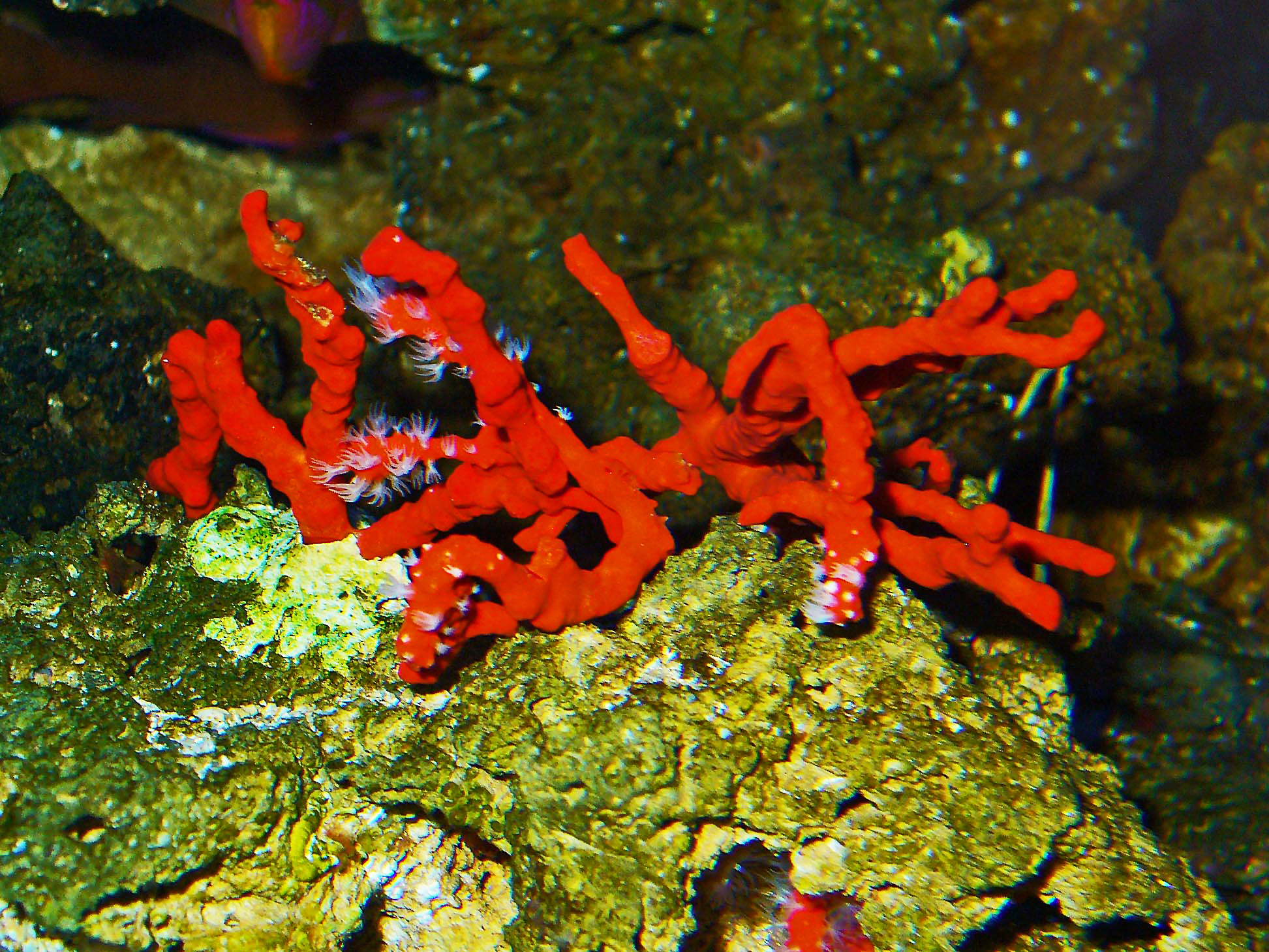
Koral szlachetny